# Parafia św. Alberta Chmielowskiego w Łękach Szlacheckich
Parafia Świętego Alberta Chmielowskiego w Łękach Szlacheckich – parafia rzymskokatolicka w Łękach Szlacheckich. Należy do Dekanatu Gorzkowice archidiecezji częstochowskiej. Została utworzona w 1986 roku.

## Proboszczowie
- ks. Roman Perczak (1986–1991)
- ks. Marek Bożek (1991–2000)
- ks. kan. Stanisław Politański (2000–2017)[3]
- ks. Zygmunt Błaszczyk (od 2017)